# Фернандес, Эван
Эван Фернандес (фр. Ewen Fernandez; род. 17 февраля 1989, Сен-Ло, Франция) — бывший французский конькобежец, серебряный призёр в масс-старте II-го этапа Кубка мира по конькобежному спорту сезона 2012/2013 года. Участник зимних Олимпийских игр 2014 года. Действующий представитель команды Франции по роллер спорту на соревнованиях международного уровня.

## Биография
Эван Фернандес родился в городе Сен-Ло, регион Нижняя Нормандия, Франция. Второй ребёнок в семье (его родной брат погиб в аварии на мотоцикле в 2006 году). С раннего детства занимался роллер спортом, выступая в составе команды «World Rollerblade», в которой состоит и на данный момент. Эван выиграл свой первый титул на чемпионате мира по роликовым конькам 2012 года в Сан-Бенедетто-дель-Тронто в Италии в 2012 году. Следующие два титула он выиграл на чемпионате мира по роликовым конькам в 2014 году в Росарио, Аргентина. В двадцать один год принял решение параллельно с роллер спортом заняться конькобежным, поскольку последний представлен на зимних Олимпийских играх. В течение шести недель жил и обучался основам катания на одном из катков в голландском городе — Херенвен.
Единственную медаль в своей карьере на соревнованиях международного уровня Фернандес выиграл в 2012 году во время II-го этапа Кубка мира по конькобежному спорту сезона 2012/2013 года, что проходил в российском городе — Коломна. 25 ноября на катке конькобежного центра «Коломна» во время масс-старта среди мужчин, с результатом 10:00.42 (+0.35) — 80 очков) он занял второе место. Первенство забега было за голландским конькобежцем Йоррит Бергсма (10:00.07 (100 очков)), а третье за французом Алексисом Контеном (10:08.98 (+8.91) — 70 очков).
На зимних Олимпийских играх 2014 года Эван Фернандес дебютировал в забеге на 1500, 5000 м и командной гонке. 8 февраля на ледовом катке Адлер-Арена в забеге на 5000 м среди мужчин он финишировал с результатом 6:31.08 (+20.32). В итоговом зачёте Фернандес занял 18-е место. 15 февраля на ледовом катке Адлер-Арена в забеге на 1500 м среди мужчин он финишировал с результатом 1:52,70 (+7,70). В итоговом зачёте Фернандес занял 40-е место. 21 февраля на ледовом катке Адлер-Арена в командной гонке преследования среди мужчин французские конькобежцы с результатом 3:53.18 финишировали вторыми в четвёртом забеге четвертьфинальной квалификации. В итоговом зачёте они заняли 8-е место.